# Dumnezeu Tatăl

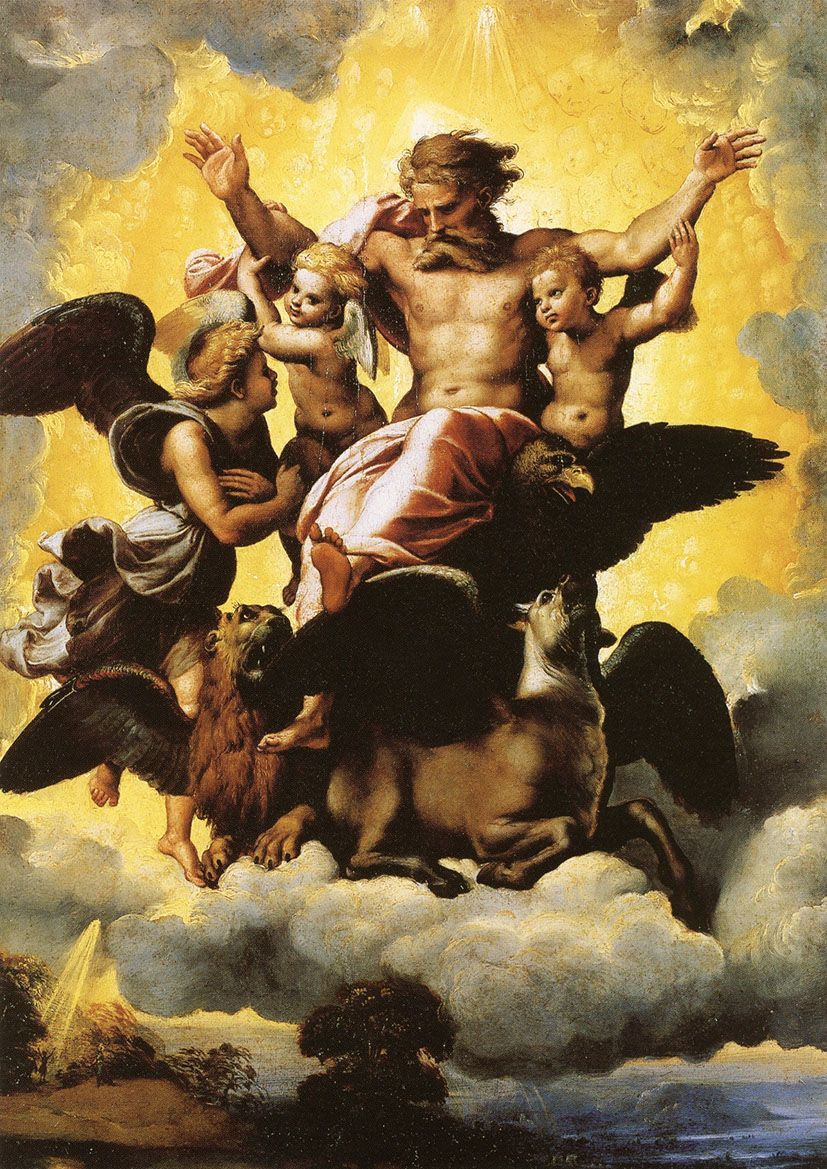
Reprezentarea viziunii profetului Ezechiel a lui Dumnezeu Tatăl în glorie, pictură realizată în 1518 de Rafael.

Dumnezeu Tatăl este un titlu dat lui Dumnezeu în diferite religii, mai ales în creștinism. În teologia creștină trinitariană Dumnezeu Tatăl este considerat ca fiind prima persoană a Sfintei Treimi, urmată de cea de-a doua persoană, Dumnezeu Fiul (Isus Hristos), și cea de-a treia persoană, Dumnezeu Duhul Sfânt. Crezurile creștine au inclus încă din secolul al II-lea afirmarea credinței în „Dumnezeu Tatăl (Atotțiitorul)”, în primul rând în calitatea sa de „Tată și Creator al universului”. Cu toate acestea, conceptul teologic creștin de Dumnezeu ca tată al lui Isus Hristos este completat în plan metafizic cu conceptul de Dumnezeu ca Creator al universului și Tată al tuturor oamenilor, așa cum este precizat în Crezul apostolic în care exprimarea credinței în „Tatăl atotțiitorul, făcătorul cerului și al pământului” este urmată imediat, dar separat, de credința în „Isus Hristos, Fiul lui Dumnezeu, unul-născut”, exprimând astfel ambele sensuri ale paternității.

## Creștinism

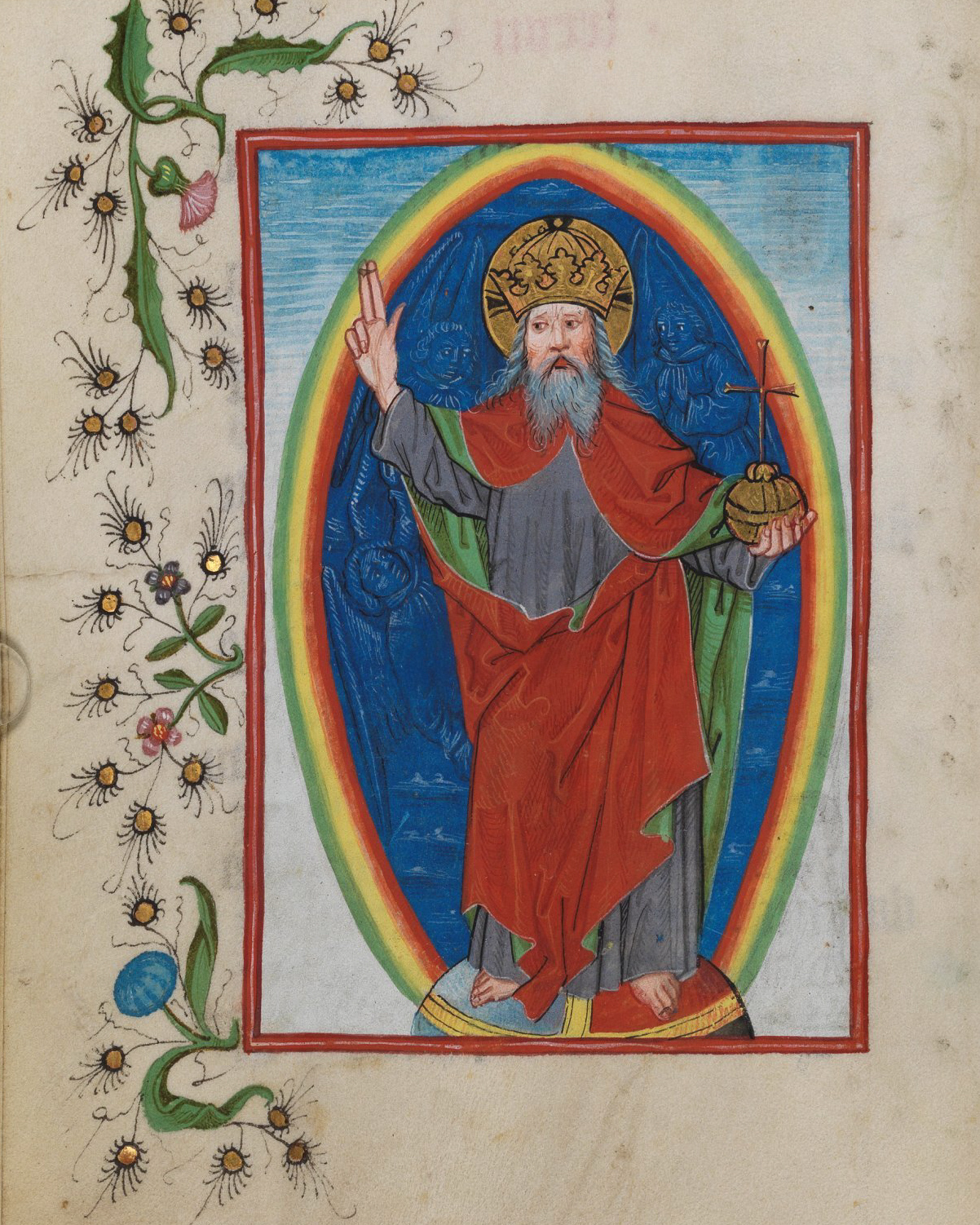
Un desen figurativ al lui Dumnezeu, într-o carte veche de rugăciuni în limba germană (Waldburg-Gebetbuch), aprox. 1486

### Privire de ansamblu

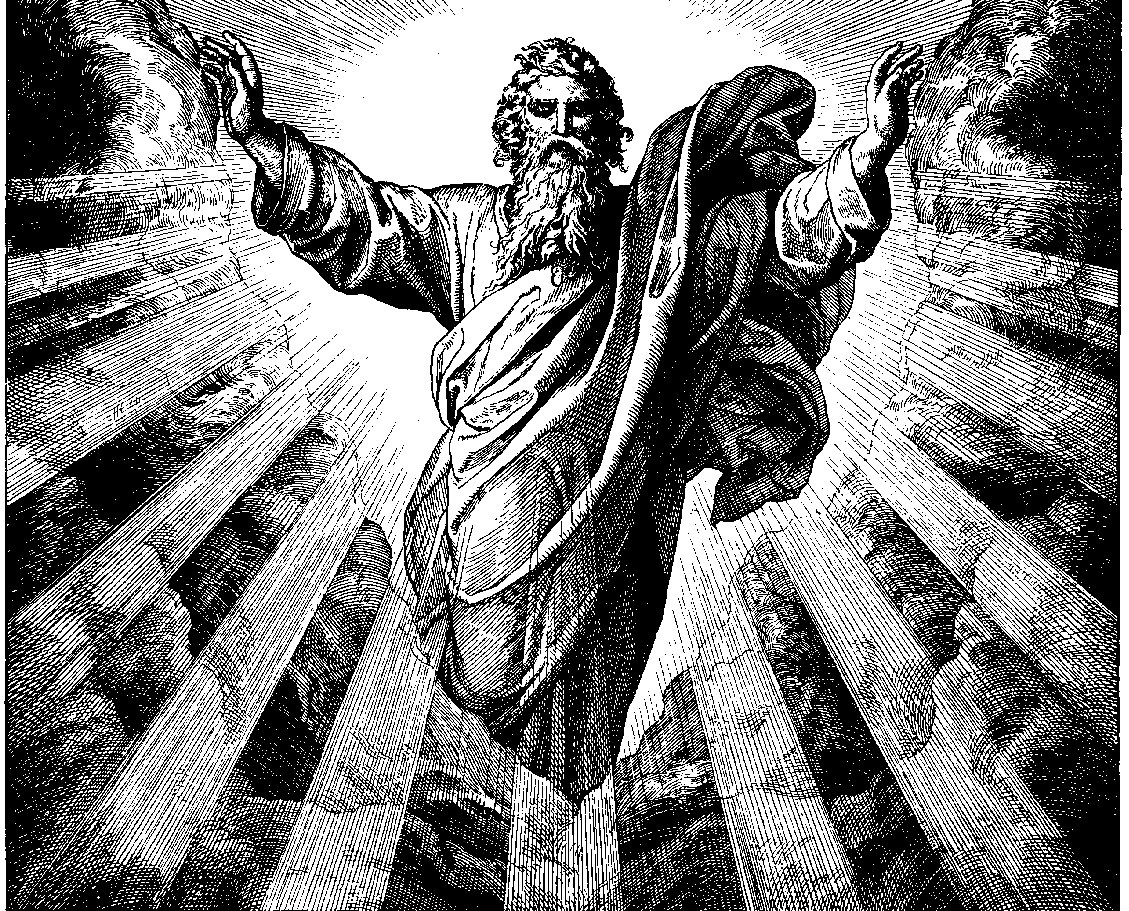
O imagine a lui Dumnezeu Tatăl, realizată de Julius Schnorr, 1860

În creștinismul modern Dumnezeu este numit Tatăl, datorită interesului său activ față de viața oamenilor într-un mod similar cu grija unui tată față de copiii care sunt dependenți de el și, ca un tată, el va răspunde rugăminților oamenilor, copiii săi, acționând pentru binele lor. Mulți cred că ei pot comunica cu Dumnezeu și se pot apropia mai mult de el prin rugăciune – un element-cheie în realizarea comuniunii cu Dumnezeu.
În general, titlul Tatăl (scris cu majusculă) semnifică rolul lui Dumnezeu de creator al vieții, de autoritate și de protector puternic, considerat adesea ca omnipotent, omniscient, omniprezent cu o milă și o putere infinită care trec dincolo de înțelegerea umană. De exemplu, după finalizarea monumentalei lucrări Summa Theologica, sfântul catolic Toma de Aquino a concluzionat că el încă nu a început să-l înțeleagă pe Dumnezeu Tatăl. Deși termenul „Tată” implică caracteristici masculine, Dumnezeu este definit de obicei ca având forma unui spirit, fără vreun gen biologic uman; de exemplu, în Catehismul Bisericii Catolice #239 se afirmă în mod expres că „Dumnezeu nu este nici bărbat, nici femeie: el este Dumnezeu”. Deși nu există nicăieri referiri în mod direct la Dumnezeu ca „Mamă”, pot fi identificate, prin interpretare, atribute materne în unele pasaje din Vechiul Testament, precum ar fi Isaia 42:14, Isaia 49:14–15 sau Isaia 66:12–13.
În Noul Testament, conceptul creștin de Dumnezeu Tatăl poate fi văzut ca o continuare a conceptului evreiesc, dar cu anumite completări și modificări, care au făcut conceptul creștin tot mai distinct la începutul Evului Mediu. În conformitate cu conceptele din Vechiul Testament prezentate în Matei 4:10 și Luca 4:8 în care ca răspuns la ispitirea sa Isus citează pasajul din Deuteronomul 6:13 și afirmă: „scris este: Domnului Dumnezeului tău să te închini și Lui singur să-I slujești”. 1 Corinteni 8:6 prezintă distinct învățătura creștină despre mijlocirea lui Hristos afirmând mai întâi: „pentru noi, este un singur Dumnezeu, Tatăl, din Care sunt toate și noi întru El” și continuând imediat cu „și un singur Domn, Iisus Hristos, prin Care sunt toate și noi prin El "”. Acest pasaj recunoaște în mod clar învățăturile evreiești despre unicitatea lui Dumnezeu, dar menționează de asemenea, rolul lui Isus ca mijlocitor al creației. De-a lungul timpului, doctrina creștină a început să se abată total de la iudaism prin învățăturile Părinților Bisericii din secolul al II-lea și prin oficializarea credinței în Sfânta Treime în secolul al IV-lea. Potrivit lui Mary Rose D'Angelo și James Barr, termenul aramaic Abba nu a fost la începutul epocii creștinismului un cuvânt de alint sau un termen formal, ci un cuvânt folosit în mod normal de către fii și fiice, pe tot parcursul vieții, în context familial.

### Vechiul Testament
Potrivit profesoarei de teologie Marianne Thompson, în Vechiul Testament, Dumnezeu este numit „Tată”, doar cu un sentiment de familiaritate. În afară de sensul în care Dumnezeu este „Tatăl” tuturor oamenilor, pentru că el a creat lumea (și este în acest sens „tatăl” lumii), același Dumnezeu este, de asemenea, cel care a dat legi poporului ales. El menține relații speciale tată-copil cu oamenii prin legământ, dându-le Șabatul, profeții și o moștenire unică, numind Israelul „fiul meu”, pentru că i-a scos pe urmașii lui Iacob din sclavia egipteană [Osea 11:1], potrivit lui legămintelor încheiate cu strămoșii lor, Avraam, Isac și Iacob. În Biblia ebraică, în Isaia 63:16 (JP), se spune: „Mântuitorul rostru: acesta este numele Tău de totdeauna.Căci Tu ești tatăl nostru, pentru că Avraam nu ne-a cunoscut și nici Israel ne recunoaște; Tu, O, [YHWH], ești tatăl nostru, mântuitorul nostru din vechime, acesta este numele tău.” Iudaismul atribuie lui Dumnezeu rolul patern de protector. El este intitulat Tatăl săracilor, orfanilor și văduvelor, garantul dreptății lor. El este institulat, de asemenea, Tatăl regelui, în calitate de învățător și de ajutător al poporului din Regatul Israelului.
Potrivit lui Alon Goshen-Gottstein, în Vechiul Testament, „Tatăl” este, în general, o metaforă; el nu este un nume pentru Dumnezeu, ci mai degrabă unul dintre numeroasele titluri cu care evreii se referă la Dumnezeu. Această paternitate este considerată în creștinism într-un sens propriu, ad-literam, și subliniază explicit necesitatea accesului la Tatăl prin Fiul, realizând o interpretare mai degrabă metafizică decât metaforică.

### Noul Testament
Există un sens profund în care creștinii cred că participă la relația veșnică cu Dumnezeu Tatăl, prin Isus Hristos. Creștinii se numesc pe ei înșiși copii adoptați ai lui Dumnezeu:
Iar când a venit plinirea vremii, Dumnezeu, a trimis pe Fiul Său, născut din femeie, născut sub Lege, Ca pe cei de sub Lege să-i răscumpere, ca să dobândim înfierea. Și pentru că sunteți fii, a trimis Dumnezeu pe Duhul Fiului Său în inimile noastre, care strigă: Avva, Părinte! Astfel dar, nu mai ești rob, ci fiu; iar de ești fiu, ești și moștenitor al lui Dumnezeu, prin Iisus Hristos.
În creștinism conceptul de Dumnezeu ca Tată al lui Iisus este diferit de conceptul de Dumnezeu ca Tată și Creator al tuturor oamenilor, așa cum este indicat în Crezul apostolic. Afirmația cu care începe crezul este credința în „Tatăl atotțiitorul, făcătorul cerului și al pământului”, urmată imediat, dar separat, de credința în „Isus Hristos, Fiul lui Dumnezeu, Unul-Născut”, fiind exprimate astfel ambele sensuri ale paternității în crez.

### Istoric
Începând din secolul al II-lea crezurile adoptate în Biserica Apuseană au inclus afirmarea credinței în „Dumnezeu Tatăl (Atotputernicul)”, cu referire la „Dumnezeu în calitatea sa de Tată și creator al universului”. Acest lucru nu exclude nici faptul că „tatăl etern al universului a fost, de asemenea, Tatăl lui Isus Hristos” sau că „s-a învrednicit să-l adopte [pe cel credincios] ca fiul său prin bunăvoință”.
Crezurile adoptate de Biserica Răsăriteană (cunoscute ca provenind de la o dată ulterioară) au început cu afirmarea credinței „într-unul Dumnezeu”, completată aproape întotdeauna cu adăugirea „Tatăl Atotțiitorul, Făcătorul cerului și al pământului, al tuturor celor văzute și nevăzute”.
Pe la sfârșitul primului secol, Clement de la Roma s-a referit în mod repetat la Tatăl, Fiul și Duhul Sfânt și a realizat o legătură între Dumnezeu Tatăl și crearea universului, afirmând în Prima epistolă a lui Clement către Corinteni 19.2: „să ne uităm cu tărie la Tatăl și Creatorul universului”. În preajma anului 213 în Adversus Praxeas (capitolul 3) Tertulian a oferit o reprezentare formală a conceptului de Sfântă Treime, declarând că Dumnezeu există ca o singură „ființă” cu trei „persoane”: Tatăl, Fiul și Duhul Sfânt, iar Dumnezeu Tatăl este capul. Tertulian a discutat, de asemenea, modul în care Duhul Sfânt purcede de la Tatăl și de la Fiul, afirmând în unele pasaje că Duhul Sfânt ar purcede „de la Tatăl prin Fiul”.
Crezul de la Niceea, care datează din anul 325, afirmă că Fiul (Isus Hristos) „din Tatăl s-a născut, mai înainte de toți vecii”, indicând faptul că relația lor divină Tată-Fiu nu are legătură cu niciun eveniment petrecut în istoria omenirii.

### Trinitarianism

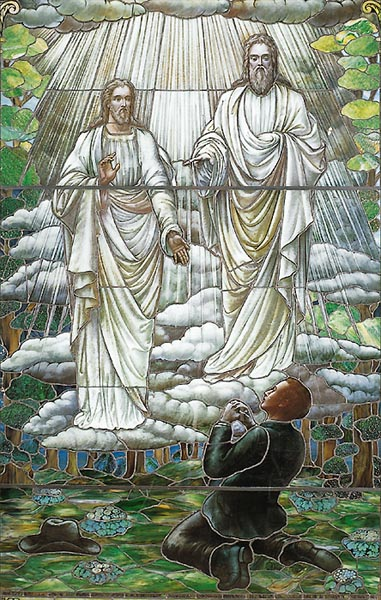
Reprezentarea lui Dumnezeu Tatăl și Fiul Isus în Biserica lui Isus Hristos a Sfinților din Zilele din Urmă

Pentru creștinii care cred în Sfânta Treime (printre care se numără romano-catolicii, ortodocșii, ortodocșii orientali și cele mai multe, dar nu toate, cultele protestante), Dumnezeu Tatăl nu este un Dumnezeu separat de Dumnezeu Fiul (a cărui întrupare este Isus) și de Duhul Sfânt, celelalte ipostaze ale divinității creștine. În teologia ortodoxă, Dumnezeu Tatăl este arche sau principium („începutul”), „sursa” sau „originea” atât a Fiului, cât și a Duhului Sfânt, și este considerat sursa veșnică a Dumnezeirii. Tatăl este cel din care se naște Fiul, mai înainte de crearea lumii, iar Tatăl prin Fiul îl insuflă veșnic pe Duhul Sfânt.
Ca membru al Trinității, Dumnezeu Tatăl este egal, etern și de o ființă cu Fiul și cu Duhul Sfânt, fiecare ipostază divină formând Dumnezeul unic, etern și nedespărțit: toate cele trei persoane sunt deopotrivă necreate și omnipotente. Din aceasta cauză, Sfânta Treime este dincolo de puterea de înțelegere a rațiunii umane și nu poate fi cunoscută decât prin revelație.
Conceptul trinitarian al lui Dumnezeu Tatăl nu este panteist în sensul că el nu este considerat ca fiind identic cu universul sau ca o noțiune vagă care persistă în univers, ci că el există în întregime în afara creației în calitate de creator al universului. El este privit ca un Dumnezeu iubitor și grijuliu, ca un Tată Ceresc care este activ atât în lume, cât și în viețile oamenilor. El a creat toate lucrurile văzute și nevăzute cu iubire și înțelepciune și a creat omul ca urmare a voii sale.
Apariția teologiei trinitariene a lui Dumnezeu Tatăl în perioada de început a creștinismului s-a bazat pe două idei principale: în primul rând identitatea comună a lui Yahweh din Vechiul Testament cu Dumnezeul lui Isus din Noul Testament, și apoi deosebirea și în același timp unitatea dintre Isus și Tatăl său. Un exemplu al unității Fiului cu Tatăl se află în Matei 11:27: „nimeni nu cunoaște pe Fiul, decât numai Tatăl, nici pe Tatăl nu-L cunoaște nimeni, decât numai Fiul”, afirmând astfel cunoașterea reciprocă a Tatălui și Fiului.
Conceptul paternității lui Dumnezeu apare în Vechiul Testament, dar nu este o temă majoră. În timp ce viziunea lui Dumnezeu ca Tatăl există în Vechiul Testament, ea devine un element important în Noul Testament, în care Iisus se referă frecvent la ea. Acest lucru iese în evidență în rugăciunea Tatăl nostru, care combină nevoia pământească a pâinii de toate zilele cu conceptul iertării reciproce. Accentul pus de Isus pe relația sa specială cu Tatăl subliniază importanța naturilor distincte, dar unificate, a lui Isus și a Tatălui, determinând unitatea Tatălui și Fiului în cadrul Sfintei Treimi.
Viziunea paternă a lui Dumnezeu ca Tată iese în evidență în rugămințile lui Isus către Tatăl pentru ucenicii lui la sfârșitul Discursul de rămas bun, în noaptea dinaintea răstignirii sale. Exemple de acest fel în Discursul de rămas bun se regăsesc în pasajele Ioan 14:20 când Isus se adresează ucenicilor: „Eu sunt întru Tatăl Meu și voi în Mine și Eu în voi” și în Ioan 17:22 când el se roagă Tatălui: „le-am dat slava pe care mi-ai dat, ca ei să fie una precum noi suntem una”.

### Nontrinitarianism
Unele grupuri creștine resping doctrina Sfintei Treimi, dar au punct de vedere diferite cu privire la Dumnezeu Tatăl.
În credințele și practicile Biserica lui Isus Hristos a Sfinților din Zilele din Urmă, concepția predominantă cu privire la divinitate îl reprezintă pe Dumnezeu ca un consiliu divin alcătuit din trei ființe distincte: Elohim (Tatăl), Iehova (Fiul sau Isus) și Sfântul Duh. Tatăl și Fiul au, în credința acestei biserici, corpuri fizice desăvârșite, în timp ce Sfântul Duh este un spirit imaterial. Membrii Bisericii lui Isus Hristos a Sfinților din Zilele din Urmă cred că Dumnezeu Tatăl se află deasupra Fiului și Sfântului Duh, iar astfel Dumnezeu Tatăl este mai mare decât amândoi, dar toți trei sunt un singur Dumnezeu în sensul că au un scop unic.
În teologia Martorilor lui Iehova, numai Dumnezeu Tatăl (Iehova) este singurul și adevăratul Dumnezeu atotputernic, fiind deasupra Fiului său, Isus Hristos. Ei susțin că Hristos este Fiul întâi-născut al lui Dumnezeu și că Sfântul Duh este forța activă a lui Dumnezeu (energia proiectată asupra universului creat). Martorii lui Iehova cred că cei trei au un scop comun, dar nu sunt o singură ființă și nu au puteri egale. În timp ce credincioșii acestui cult recunosc preexistența, perfecțiunea și unicitatea lui Isus Hristos, născut din Dumnezeu Tatăl, și cred că Hristos a avut un rol esențial în creație și în mântuire și că este Mesia, ei susțin că numai Tatăl este fără de început. Fiul este, potrivit teologiei lor, singura creație directă a Tatălui, înainte de toți vecii. Dumnezeu Tatăl este menționat în întrunirile Martorilor lui Iehova mai mult decât Hristos, Fiul, din moment ce credincioșii acestui cult predică superioritatea Tatălui în raport cu Fiul.
Penticostalismul netrinitarianist susține că Dumnezeu este un spirit unic care este o singură persoană și nu trei persoane divine, cu apariții fizice sau imateriale. Dumnezeu Tatăl este titlul dat Creatorului Suprem. Titlurile Fiul și Duhul Sfânt sunt doar titluri care reflectă diferite manifestări personale ale adevăratului Dumnezeu Tatăl în univers.

## Alte religii
Deși există asemănări între religii, limbajul și conceptele comune cu privire la Dumnezeu și la titlul său Tatăl în cadrul religiilor avraamice sunt destul de limitate, iar fiecare religie are propriile structuri de credință și nomenclator religios cu privire la acest subiect. În timp ce un specialist într-o anumită religie poate fi capabil să explice cu ușurință conceptele religioase credincioșilor propriei sale religii, există bariere importante în comunicarea acelor concepte către credincioșii altor religii.

### Hinduism
În hinduism, Bhagavan Krishna a afirmat în Bhagavad Gita, capitolul 9, versetul 17: „eu sunt Tatăl acestei lumi, Mama, Împărțitorul și Bunicul”, iar un comentator a adăugat: „Dumnezeu fiind originea universului și ființelor din el, El este considerat Tatăl, Mama și Bunicul”. Un Brahman asexuat este considerat, de asemenea, Creatorul și Dătătorul de viață, iar zeița Shakta este văzută ca mamă divină și purtătoare de viață.

### Islam
Spre deosebire de iudaism, termenul „tată” nu este folosit în mod formal de către musulmani cu referire la Dumnezeu, iar noțiunea creștină de Trinitate este respinsă de religia islamică. Chiar dacă învățăturile islamice tradiționale nu interzic în mod expres folosirea termenului „Tată” cu referire la Dumnezeu, ele nu o propagă și nu o încurajează. Există unele povestiri ale profetului islamic Mohamed în care el compară mila lui Dumnezeu pentru credincioșii lui cu cea a unei mame pentru micul ei copil.
Învățăturile islamice resping relația creștină tată-fiu între Dumnezeu și Isus și afirmă că Isus este un profet al lui Dumnezeu, dar nu Fiul lui Dumnezeu. Teologie islamică afirmă în mod strict Unitatea Absolută a lui Dumnezeu, îl separă cu totul de celelalte ființe (oameni, îngeri sau orice alt personaj sfânt) și respinge orice formă de dualism sau trinitarianism. Capitolul 112 al Coranului precizează:
| “ | Spune: „Unul este Dumnezeu. Dumnezeu!.. Absolutul! El nu naște și nu se naște, și nimeni nu-I este asemenea.” (Coran, Sura 112:1–4, Yusuf Ali) | ” |

### Iudaism
În iudaism, utilizarea titlului „Tatăl” este, în general, o metaforă, care se referă la rolul lui de dătător de viață și de dătător de legi și este unul din numeroasele titluri folosite de evrei atunci când vorbesc despre și cu Dumnezeu. Conceptul evreiesc de Dumnezeu este că Dumnezeu este imaterial, transcendent și imanent, sursa supremă a iubirii, și un metaforic „Tată”.
Termenul aramaic pentru tată (în ebraică אבא, abba) apare în slujba religioasă evreiască tradițională și în rugăciunile evreiești către Dumnezeu (de exemplu, în kadiș).
Potrivit Arielei Pelaia, într-o rugăciune de Roș Hașana, Areshet Sfateinu, este demonstrată o atitudine ambivalentă față de Dumnezeu, datorită rolului său de tată și de rege. O traducere liberă a acestei propoziții importante poate fi: „astăzi fiecare creatură este judecată, fie ca fii, fie ca robi. Dacă suntem judecați ca fii, iartă-ne așa cum un tată își iartă fiul. Dacă suntem judecați ca robi, așteptăm, sperând în bine, până la verdictul tău, mărite rege”. O altă rugăciune celebră care subliniază această dihotomie este numită Avinu Malkeinu, care înseamnă în ebraică „Tatăl Nostru, Regele Nostru”. Întreaga comunitate va cânta la unison, de obicei, ultimul verset al acestei rugăciuni, care este următorul: „Tatăl Nostru, Regele nostru, răspunde-ne chiar dacă nu avem nicio faptă care să ne sprijine cauza noastră, mântuiește-ne cu milă și bunătate”.

### Sikhism
Guru Granth se referă în mod constant la creator ca „El” și „Tată”. Aceasta se datorează faptului că Granth este scris în limbile indo-ariene nordice (un amestec de punjabă cu dialecte hindi), care nu au gen neutru. Deoarece Granth spune că Dumnezeu nu poate fi descris, Dumnezeu nu are un gen în credința sikhi.
Dumnezeu este menționat în scripturile sikh prin mai multe nume, provenite din tradițiile indiene și semitice. El este numit în termeni de relații umane, ca tată, mamă, frate, rudă, prieten, iubit, soț. Alte nume, care exprimă supremația lui, sunt thakur, prabhu, svami, sah, patsah, sahib, sain (Domnul, Stăpânul).

## În arta occidentală

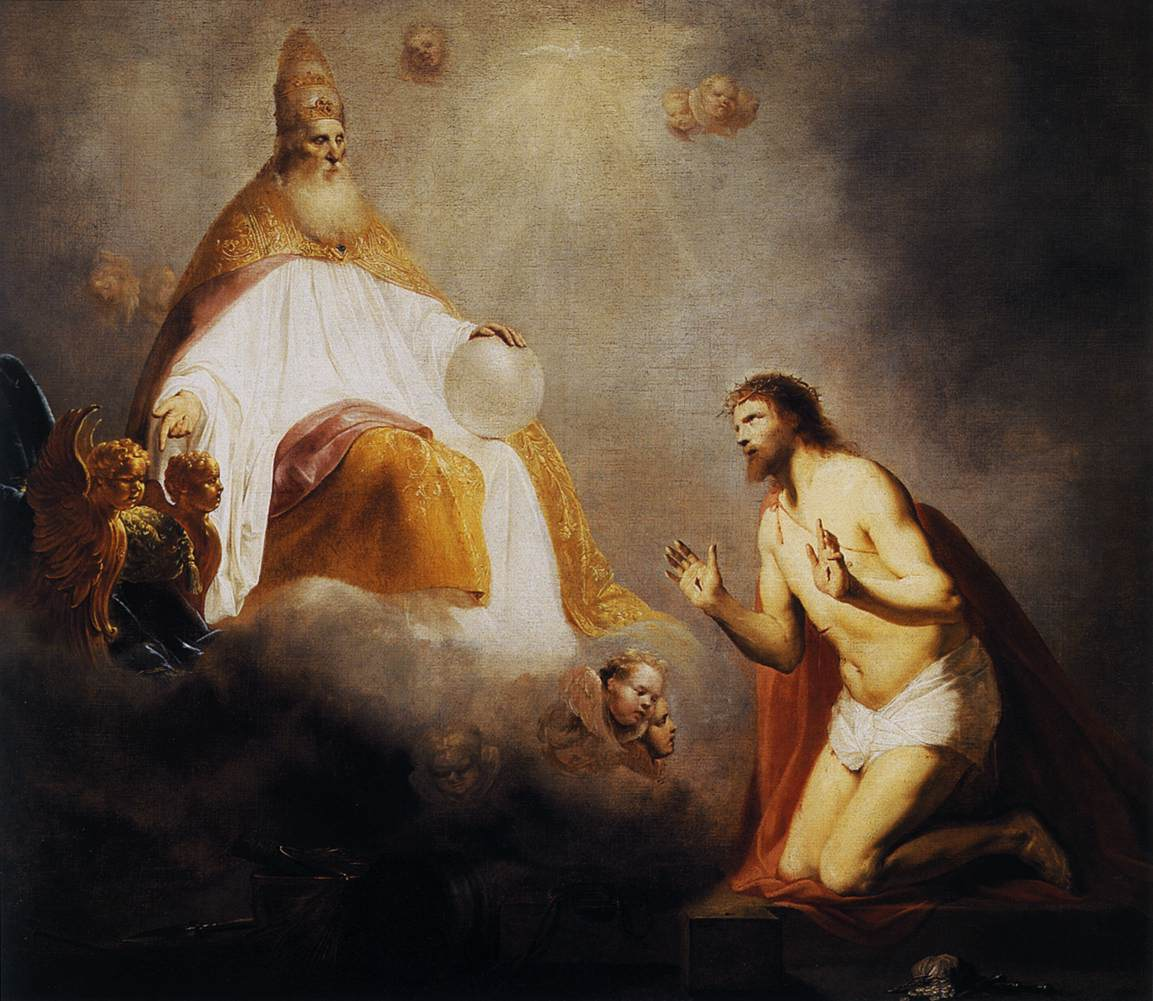
Dumnezeu Tatăl invitându-l pe Cristos să se așeze pe tron în dreapta sa, Pieter de Grebber, 1654

Timp de aproximativ o mie de ani nu s-a făcut nici o încercare pentru a-l înfățișa pe Dumnezeu Tatăl într-o formă umană, pentru că primii creștini credeau că cuvintele din Exodul 33:20 („Fața Mea însă nu vei putea s-o vezi; că nu va putea omul să-Mi vadă fața și să trăiască”) și din Evanghelia după Ioan 1:18 („Pe Dumnezeu nimeni niciodată nu L-a văzut”) se refereau nu numai la Tatăl, ci la orice încercare de reprezentare a Tatălui. De obicei, doar o mică parte a corpului Tatălui a fost reprezentată, de obicei mâna sau uneori fața, dar rareori întreaga persoană, și în multe reprezentări artistice figura Fiului o înlocuia pe cea a Tatălui, astfel încât o porțiune mai mică a Tatălui era înfățișată.
La începutul perioadei medievale Dumnezeu a fost adesea reprezentat de Hristos ca Logos, care a continuat să fie o reprezentare foarte frecventă, chiar și după apariția unei reprezentări separate a lui Dumnezeu Tatăl. Arta occidentală a necesitat în cele din urmă un mod specific de ilustrare a prezenței Tatălui, astfel încât, prin reprezentări succesive, un set de stiluri artistice pentru reprezentarea Tatălui în formă umană a apărut, treptat, în jurul secolului al X-lea d.Hr..
Prin secolul al XII-lea reprezentarea figurii lui Dumnezeu Tatăl s-a bazat în esență pe Cel-Vechi-de-Zile din Cartea lui Daniel, care a început să apară în manuscrisele în limba franceză și pe vitraliile ferestrelor bisericilor din Anglia. În Biblia din Napoli din secolul al XIV-lea a apărut o reprezentare a lui Dumnezeu Tatăl în Rugul aprins. În secolul al XV-lea, Cartea Orelor a lui Rohan a inclus reprezentări ale lui Dumnezeu Tatăl în formă umană sau antropomorfă. Acest tip de reprezentare este rară și adesea controversată în arta ortodoxă, iar în vremea Renașterii reprezentările artistice ale lui Dumnezeu Tatăl au fost utilizate în mod liber în Biserica Apuseană.